# Kyurtmashi
Kyurtmashi (ryska: Кюрдмашы) är en ort i Azerbajdzjan.   Den ligger i distriktet İsmayıllı Rayonu, i den centrala delen av landet, 160 km väster om huvudstaden Baku. Kyurtmashi ligger 276 meter över havet och antalet invånare är 2 997.
Terrängen runt Kyurtmashi är kuperad norrut, men söderut är den platt. Närmaste större samhälle är İsmayıllı, 16,3 km nordost om Kyurtmashi. 
Trakten runt Kyurtmashi består till största delen av jordbruksmark. Runt Kyurtmashi är det ganska glesbefolkat, med 43 invånare per kvadratkilometer.